# Ernst Wilhelm Arnoldi

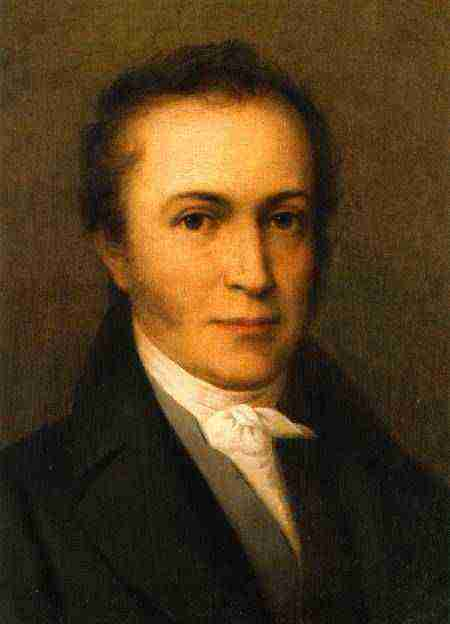
Ernst Wilhelm Arnoldi

Ernst Wilhelm Arnoldi (* 21. Mai 1778 in Gotha; † 27. Mai 1841 ebenda) war ein deutscher Kaufmann und gilt als „Vater des deutschen Versicherungswesens“.

## Leben

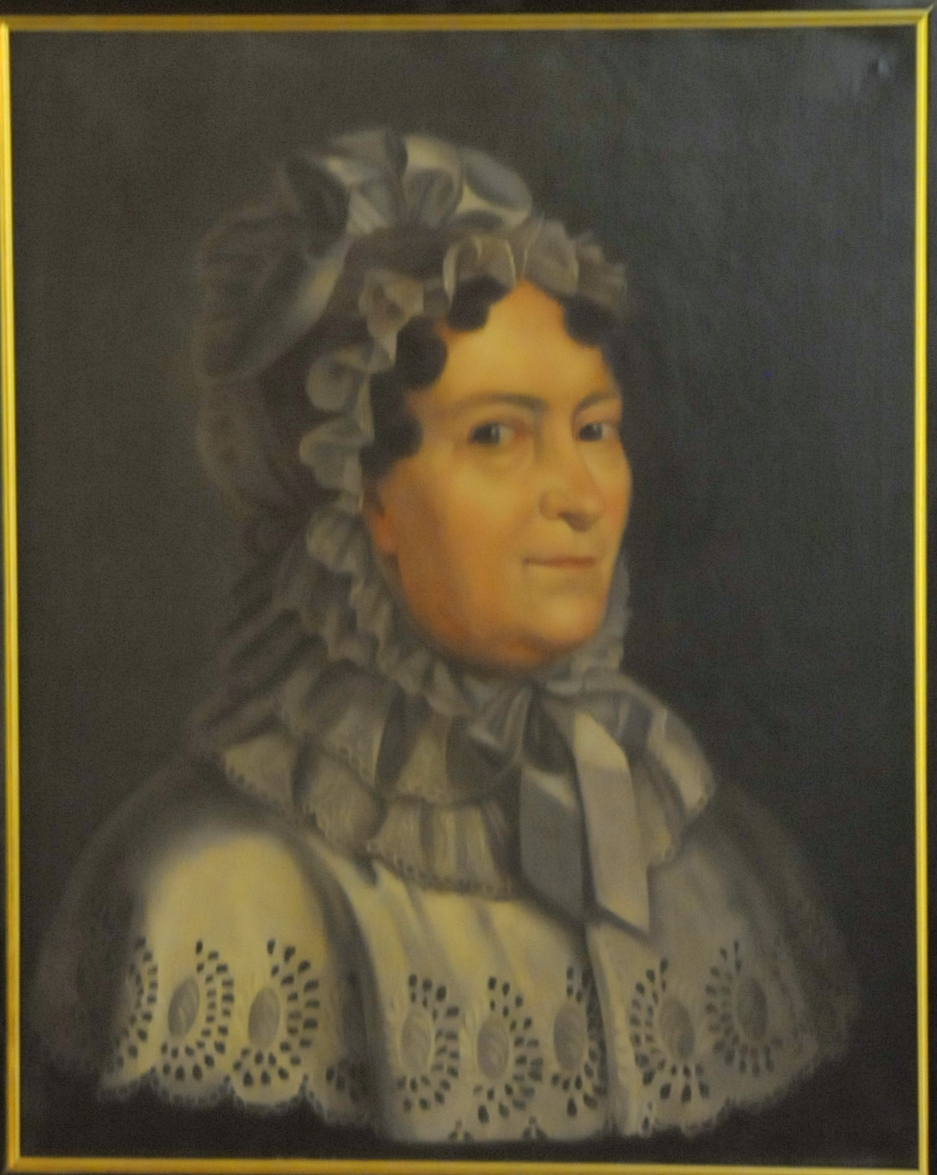
Mutter Sabine Elisabeth Arnoldi

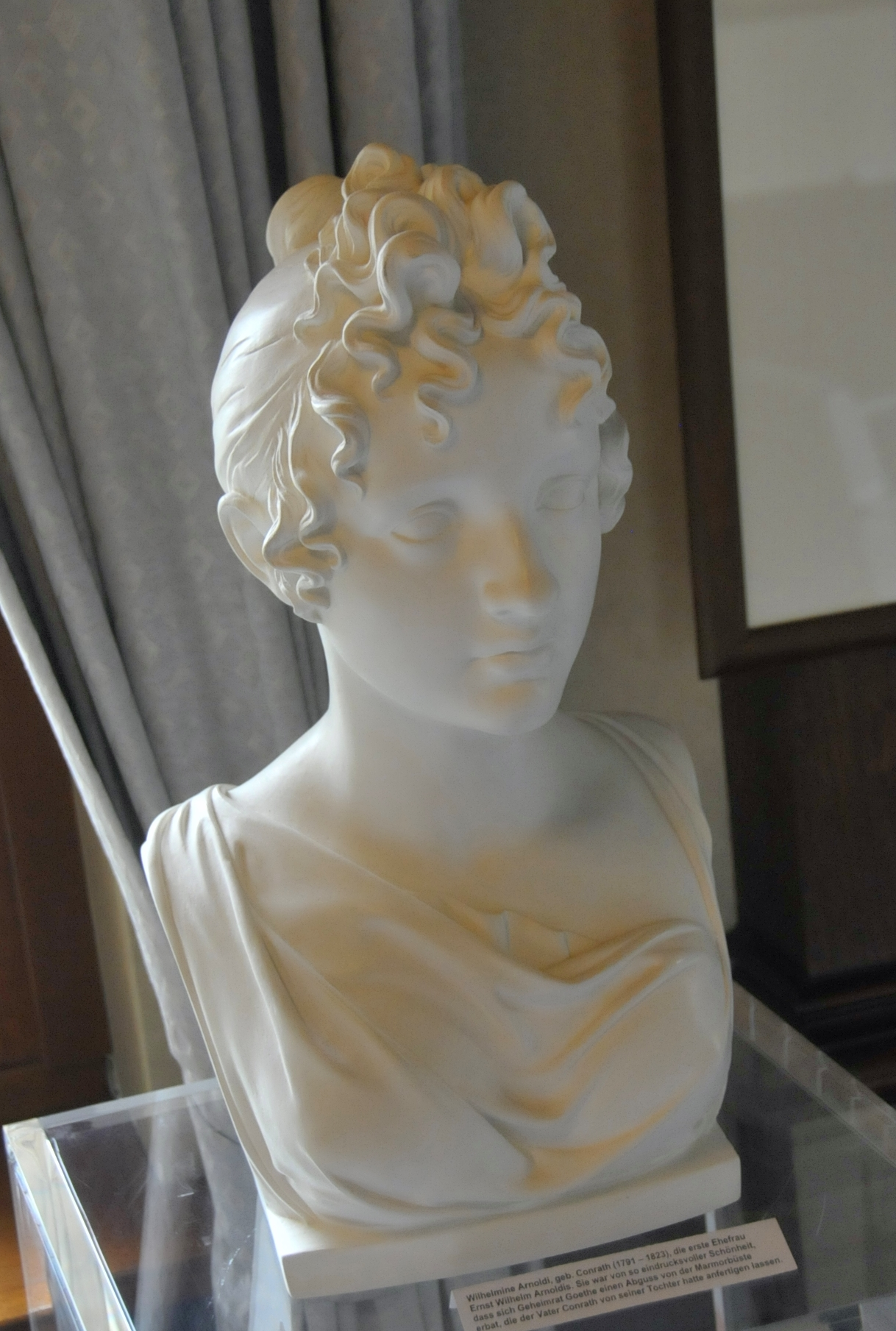
Wilhelmine Arnoldi

Ernst Wilhelm Arnoldi wurde als erster Sohn von neun Kindern der Eheleute Ernst Friedrich Arnoldi (1747–1828), Kaufmann und Ratsherr in Gotha, und Sabine Elisabeth, Tochter des Nadlermeisters Johann Elias Krehl in Gotha, Hauptmarkt 38, geboren. Seine erste Ehe schloss er in Weimar am 21. September 1808 mit Rosine Wilhelmine Cronrath (1790–1823), Tochter des Hofschreinermeisters Johann Wilhelm Cronrath. Wilhelmine muss eine äußerst schöne Frau gewesen sein, denn der Geheimrat Johann Wolfgang Goethe erbat sich den Abguss einer Marmorbüste, die Vater Cronrath von dem Weimarer Bildhauer Carl Gottlieb Weisser (1779–1815) hatte anfertigen lassen. Mit seiner ersten Frau hatte Arnoldi drei Söhne und eine Tochter: Ernst August (1810–1877), Wilhelmine Elisabeth Karoline (1812–1846), Heinrich Johannes (1813–1882) und Johannes Arnoldi (1822–1883).
Nach dem Tod von Wilhelmine heiratete Arnoldi in Gotha am 30. Januar 1825 Christiane Rosenberg; diese Ehe blieb kinderlos.
Arnoldi starb am 27. Mai 1841 in seinem Wohnhaus Hauptmarkt 14 und wurde auf dem Friedhof II, gegenüber dem heutigen Gymnasium Arnoldischule, bestattet.

## Beruflicher Werdegang und Wirken

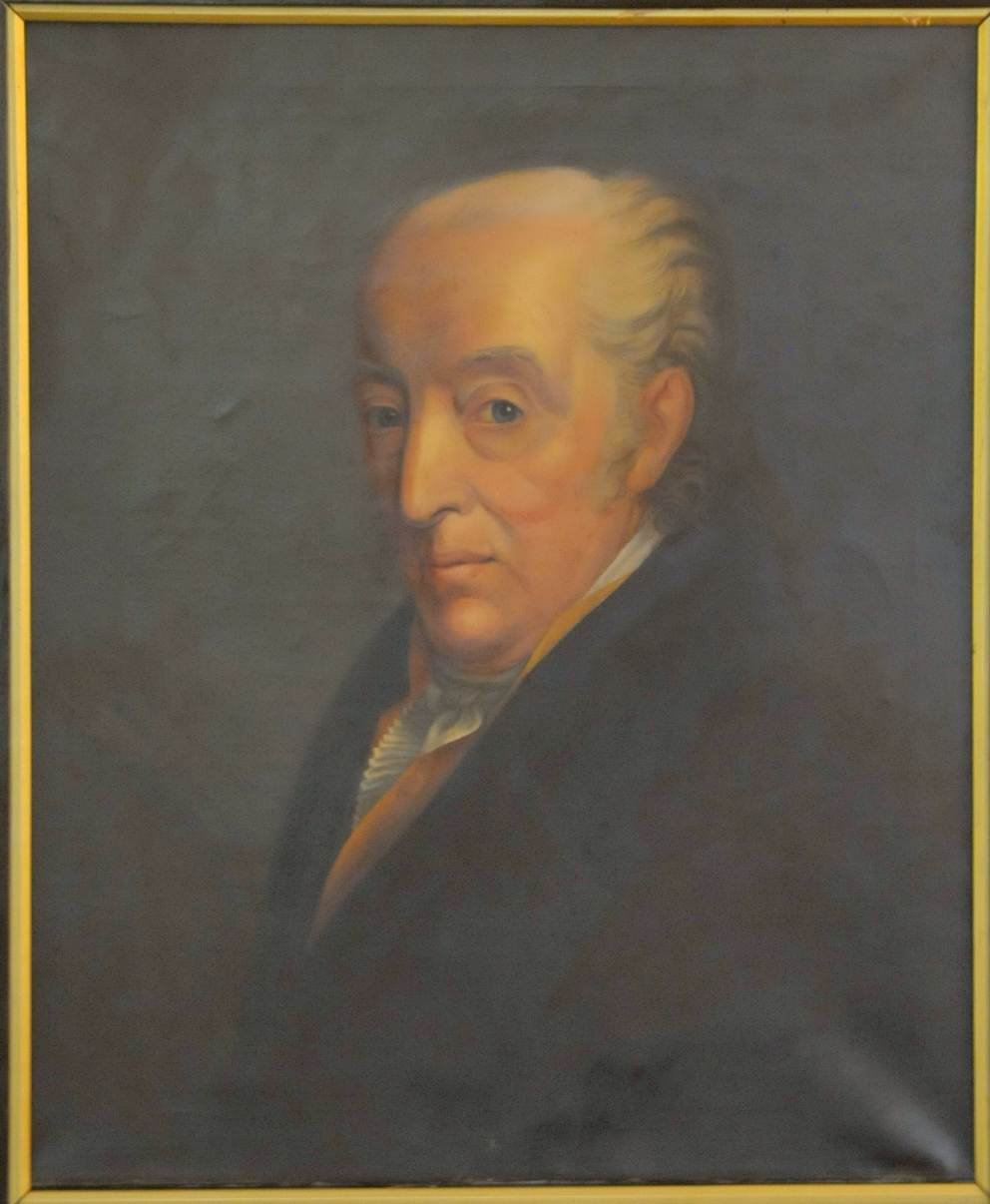
Vater Ernst Friedrich Arnoldi

In den Jahren 1794 bis 1799 erhielt Arnoldi in Hamburg eine praktische Lehrausbildung als Kaufmann bei „Johann Gabe & Comp.“, einer angesehenen Hamburger Ex- und Import-Handelsfirma, und erlernte die notwendige Theorie in der Handelsakademie des Johann Georg Büsch. Die dort gewonnenen Erfahrungen waren eine Grundlage für sein erfolgreiches Berufsleben und Wirken für die Heimatstadt Gotha. 1799 trat er als Gehilfe ins väterliche Geschäft („Ernst Wilhelm Arnoldi & Sohn“, Kolonialwaren-Handel und Produkten-Großhandel) ein und wurde 1803 Teilhaber, was er bis 1812 blieb. 1804 gründete er in Remstädt eine Farbholzfabrik und -mühle und 1808 in Elgersburg eine Steingut- und Porzellanfabrik.

### Feuerversicherung
Arnoldi hatte seine drei Unternehmen bei der Londoner Phoenix Assurance versichert. Er musste Ende der 1810er Jahre den Brand der väterlichen Tabakfabrik erleben und war enttäuscht von der wenig kulanten Abwicklung des Schadens durch die Versicherung, die sich zu Beginn des 19. Jahrhunderts eine marktbeherrschende Stellung in Deutschland verschafft hatte, was zu überhöhten Prämien für die Versicherten führte, meist Kaufleute und Fabrikanten. Außerdem waren die Entschädigungen unzureichend, was auch Arnoldi verspürte.
Sein Zorn und seine Unzufriedenheit über die Schadensregulierung veranlasste ihn im Januar 1817 zu einem Aufsatz über Die Idee einer eigenen deutschen Feuerversicherung, die eine äußerst große Resonanz bei seinen Kollegen hervorrief. In der Gothaer Innungshalle („Verein der kaufmännischen Innungshalle“) am Hauptmarkt, Sitz der 1818 von Arnoldi gegründeten ersten deutschen Handelsschule („Handelsschule der Innungshalle“), wurden in den folgenden Monaten viele Diskussionsrunden abgehalten, die zu dem Ergebnis führten, dass Arnoldi am 2. September 1819 im Allgemeinen Anzeiger seine Vorschläge zur Errichtung einer Feuerversicherungsbank für kaufmännische Warenlager, Kaufmannshäuser und Mobiliare derselben veröffentlichen ließ. Sechzehn Gothaer Kaufleute unterschrieben sofort dieses Grundsatzpapier. Bereits am 1. Oktober wurde Gotha als Sitz der neuen Versicherung gewählt: Der herzogliche Verwaltungsapparat war vergleichsweise schlank, die Stadt lag verkehrsgünstig in Deutschlands Mitte, und es wurden in Gotha für Versicherungen keine Sonderabgaben erhoben. Schon nach kurzer Zeit hatten sich 118 Unternehmen und Kaufleute eingetragen. Im November und Dezember 1819 wurden in fünf thüringischen Städten (Gotha, Erfurt, Arnstadt, Langensalza und Eisenach) die „Ausschüsse“ als Gründungsgremien gewählt und konstituiert.

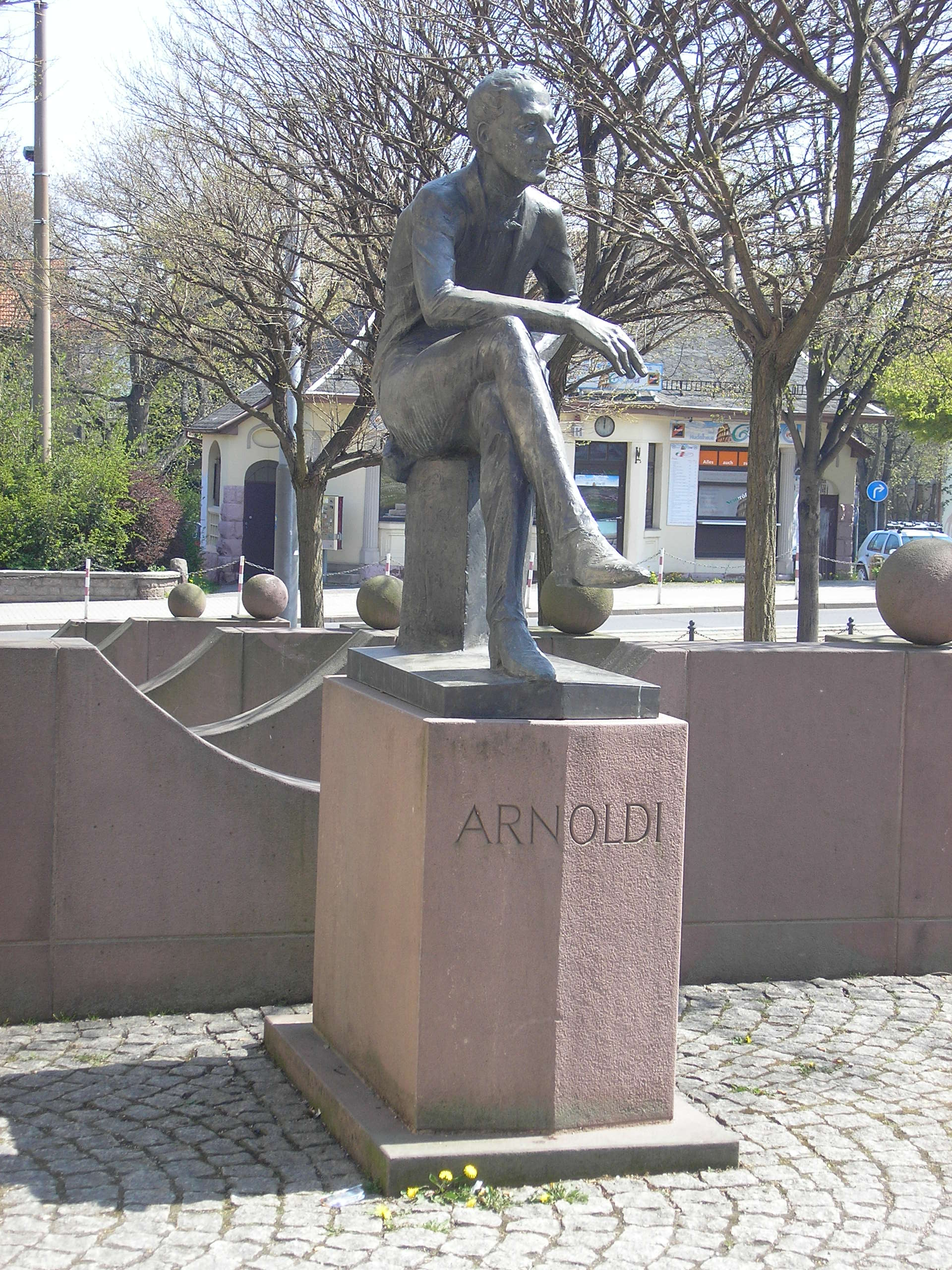
Statue Arnoldis auf dem Arnoldiplatz in Gotha

Am 2. Juli 1820 wurde in Gotha der Plan der Feuer-Versicherungs-Bank für den deutschen Handelsstand einschließlich der dazugehörenden Satzung vom ersten einberufenen Vorstand beschlossen – der Gründungstag der Feuerversicherungsbank des Deutschen Handelsstandes, die heutige Gothaer Versicherungsbank VVaG. Arnoldi wurde zum Direktor bestellt und war 1820 bis 1822 ehrenamtlicher Direktor. Adolf Nagel wurde als Bevollmächtigter bestellt.
In den letzten Monaten des Jahres wurden rd. 350 Versicherungsagenten in ganz Deutschland angeworben. Am 1. Januar 1821 wurde der Geschäftsbetrieb mit einer versicherten Summe von 2,8 Mio. Talern aufgenommen, bis Ende 1821 betrug die Versicherungssumme schon 13,5 Mio. Taler und über 1.804 Versicherungsverträge. Für dieses Jahr gab es aufgrund der Bankverfassung eine 31%ige Beitragsrückerstattung. Damit war die Londoner Phoenix-Versicherung von ihrer Monopolstellung auf dem deutschen Markt verdrängt. Ende 1822 betrug die versicherte Summe 26 Mio. Taler, die Beitragsrückerstattung lag bei 64 %. 1823 wurde der Gothaer Bankier Wilhelm Madelung zum Bankdirektor bestellt. Von 1823 bis zu seinem Tod 1841 war Arnoldi Mitglied des Gothaer Ausschusses der Feuerversicherungsbank (Mitgliedervertretung). 1824 schieden die Eisenacher und Langensalzaer Ausschüsse aus der Mitgliederversammlung aus. Im Jahre 1825 erhielt die Bank eine neue Verfassung, in der die Mitgliedschaft auf alle Stände ausgedehnt und die Nachschusspflicht vom Achtfachen auf das Vierfache des Jahresbeitrags gesenkt wurde. Eine Umbenennung erfuhr die Bank im Jahre 1830 in „Feuerversicherungsbank für Deutschland“. Von 1836 bis 1862 war der Geschäftsbetrieb in Bayern untersagt.

### Lebensversicherung

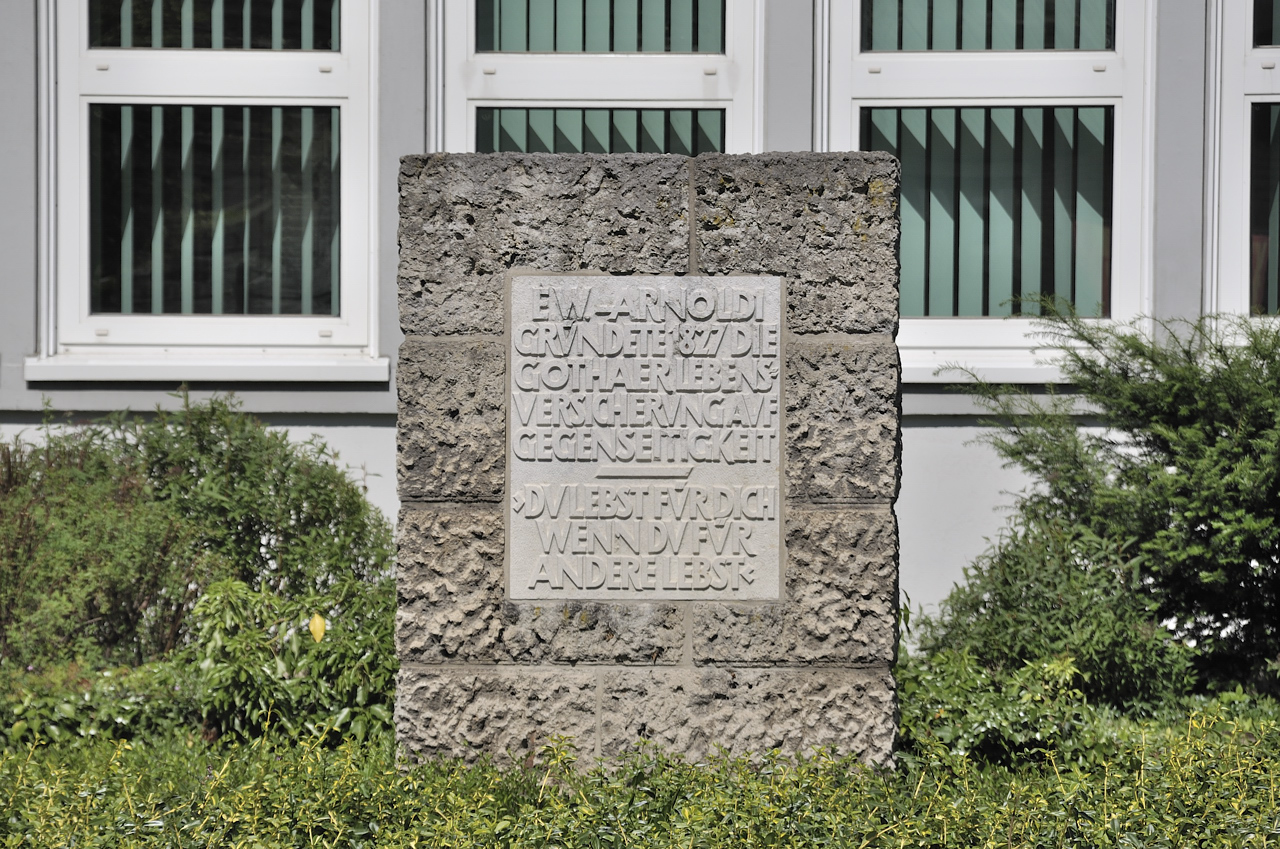
Arnoldi-Gedenkstein in Göttingen am Gothaer Platz

1823 verfasste Arnoldi eine erste Denkschrift zur Gründung einer Lebensversicherungsbank, wegen Fehlens der technischen Voraussetzungen wurde das Projekt jedoch nicht umgesetzt, bis im Mai 1827 die Übersetzung des Buches von Charles Babbage über die technischen Grundlagen der englischen Lebensversicherung herauskam. Erst am 9. Juli 1827 genehmigte Herzog Ernst I. von Sachsen-Coburg-Gotha die öffentliche Bekanntmachung des Planes und zu gegebener Zeit die Errichtung einer Lebensversicherungsbank für Deutschland. Arnoldi ließ sich 1827 bis 1829 zur Gründung der Gesellschaft von namhaften Fachleuten beraten, so z. B. von Versicherungsmanagern, Medizinern und Mathematikern. Der Geschäftsbetrieb wurde am 1. Januar 1829 im Wohnhaus von Arnoldi am Oberen Hauptmarkt in Gotha aufgenommen, womit das moderne Versicherungswesen in der Rechtsform des Versicherungsvereins auf Gegenseitigkeit geschaffen war. Der damalige Bestand waren 846 Policen und 1,5 Mio. Taler Versicherungssumme. Mit der Gründung dieser Versicherungen wollte Arnoldi das bisherige Monopol ausländischer Versicherungen, besonders der Londoner Phoenix-Versicherung, in Deutschland brechen und somit auch den ständigen Abfluss von Prämiengeldern ins Ausland unterbinden. Sein Erfolg begründete sich auch in der Tatsache, dass die Prämien seiner Versicherungen aufgrund des Prinzips der Gegenseitigkeit und der Gewinnbeteiligung niedriger sein konnten als die der Konkurrenz. Von 1829 bis 1841 war Arnoldi Bankdirektor der Lebensversicherungsbank für Deutschland.
Sein Lebensmotto war: „Du handelst für Dich, wenn Du für Andere lebst“. Auch der Grundsatz „Gemeinnutz geht vor Eigennutz“ wird Arnoldi zugeschrieben.

### Sonstige berufliche Aktivitäten

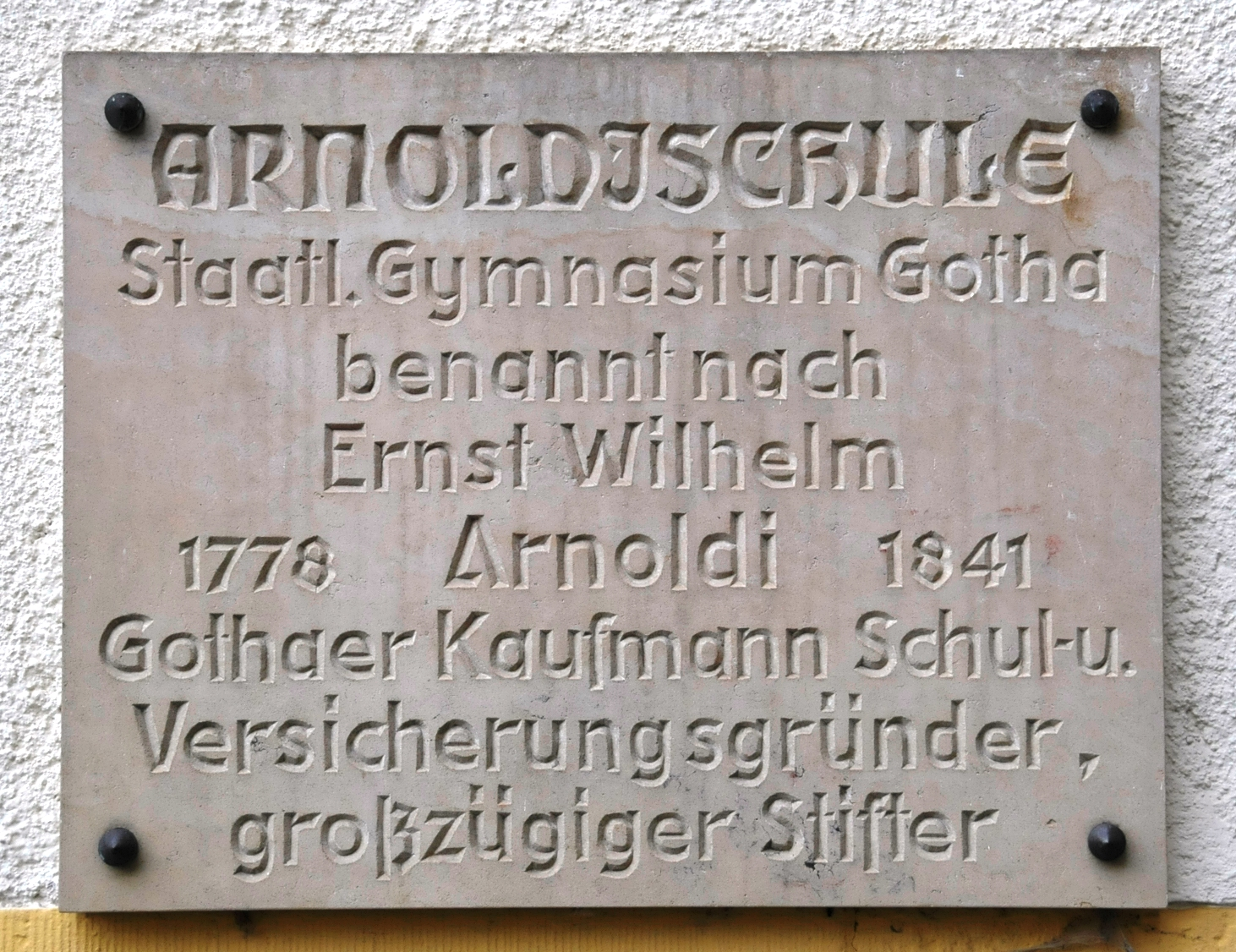
Gedenktafel an der Arnoldischule in Gotha

Überdies war Arnoldi Wirtschaftspolitiker und Förderer verschiedener Projekte in Gotha und weit darüber hinaus. 1817 gründete er die Innungshalle im Hause Hauptmarkt 2 in Gotha, in der für die Ausbildung des Nachwuchses im Handelsgewerbe 1818 die erste deutsche Handelsschule entstand.
Arnoldi engagierte sich zudem für den 1836 erfolgten Bau eines Realgymnasiums, die Gründung der Deutschen Zuckerhansa, den Bau des Hoftheaters und für das Projekt „Thüringer Eisenbahn“.
Arnoldi war auch mit seiner 1836 bei Gotha gegründeten Zuckerfabrik erfolgreich für die Gewinnung von Zucker aus Rüben
anstelle der Rohrzuckereinfuhr tätig. Bedingt wurde dies über neue Verfahren zur Gewinnung von Rübenzucker, die Arnoldi in Lizenz erwarb. Er überzeugte 1841 seine Zuckerfabrikantenkollegen, sich kartellartig zusammenzuschließen, ein Kontrakt gegen die starke Senkung der Rohrzuckerzölle im Handelsvertrag der Rohrzucker importierenden Kolonialmächte mit Holland.
Neben Friedrich List war Arnoldi bei der deutschen Zollvereinsbewegung für die Abschaffung der Binnenzölle und Einführung von Importzöllen. Arnoldi unterstützte auch die Pläne Lists, ein gesamtdeutsches Eisenbahnnetz zu installieren, das auch Gotha als Bahnstation beinhaltete.

## Erinnerungen und Ehrungen in Gotha

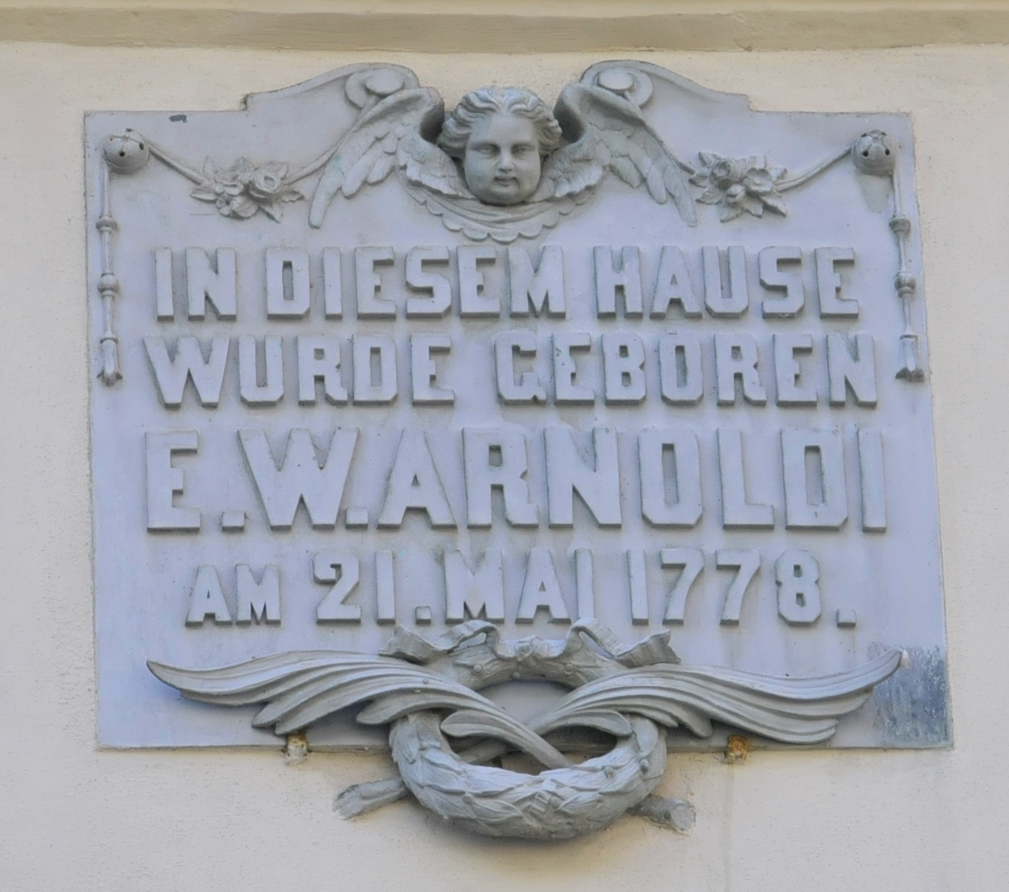
Gedenktafel am Geburtshaus

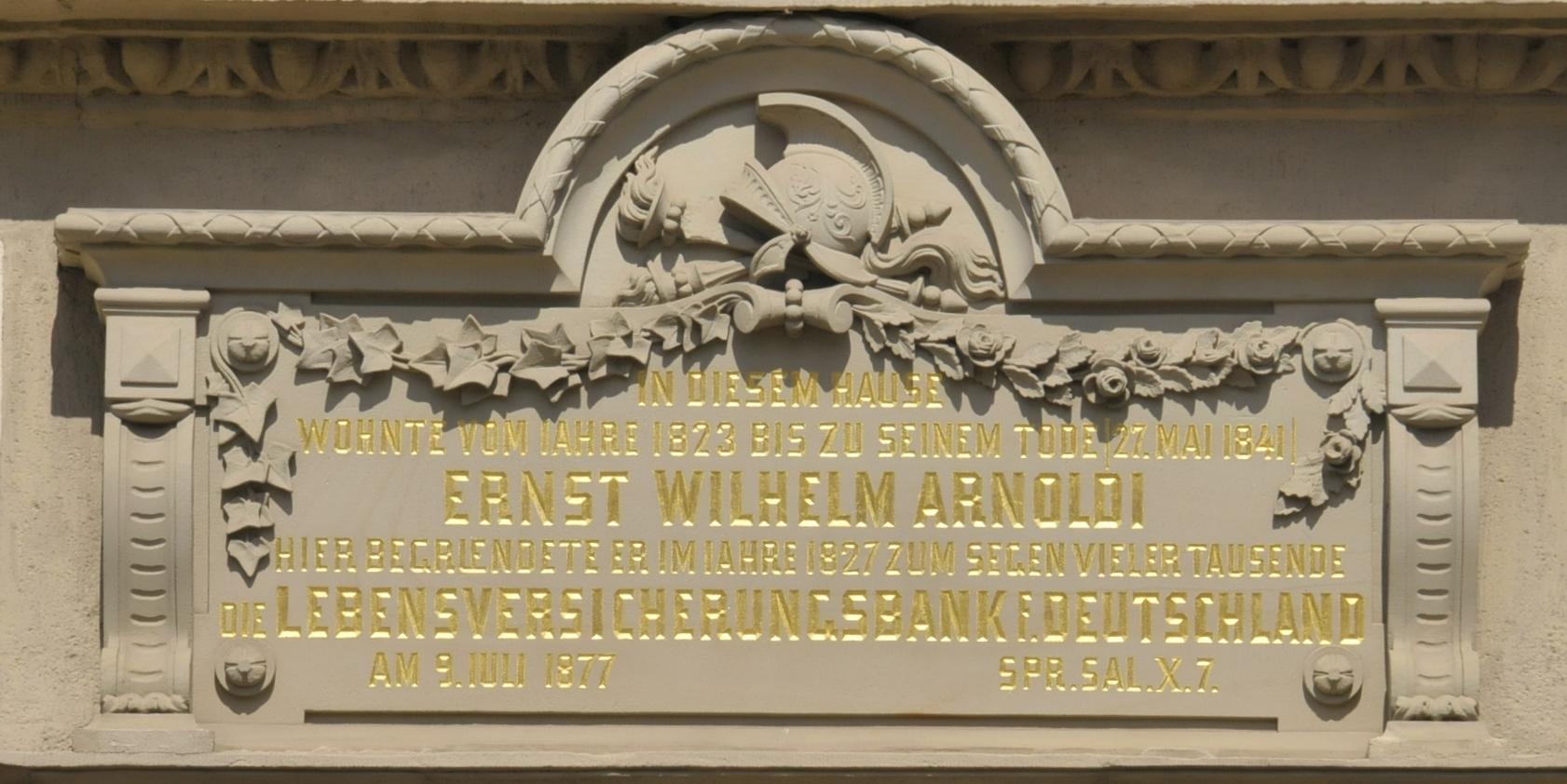
Gedenktafel am Wohn- und Sterbehaus

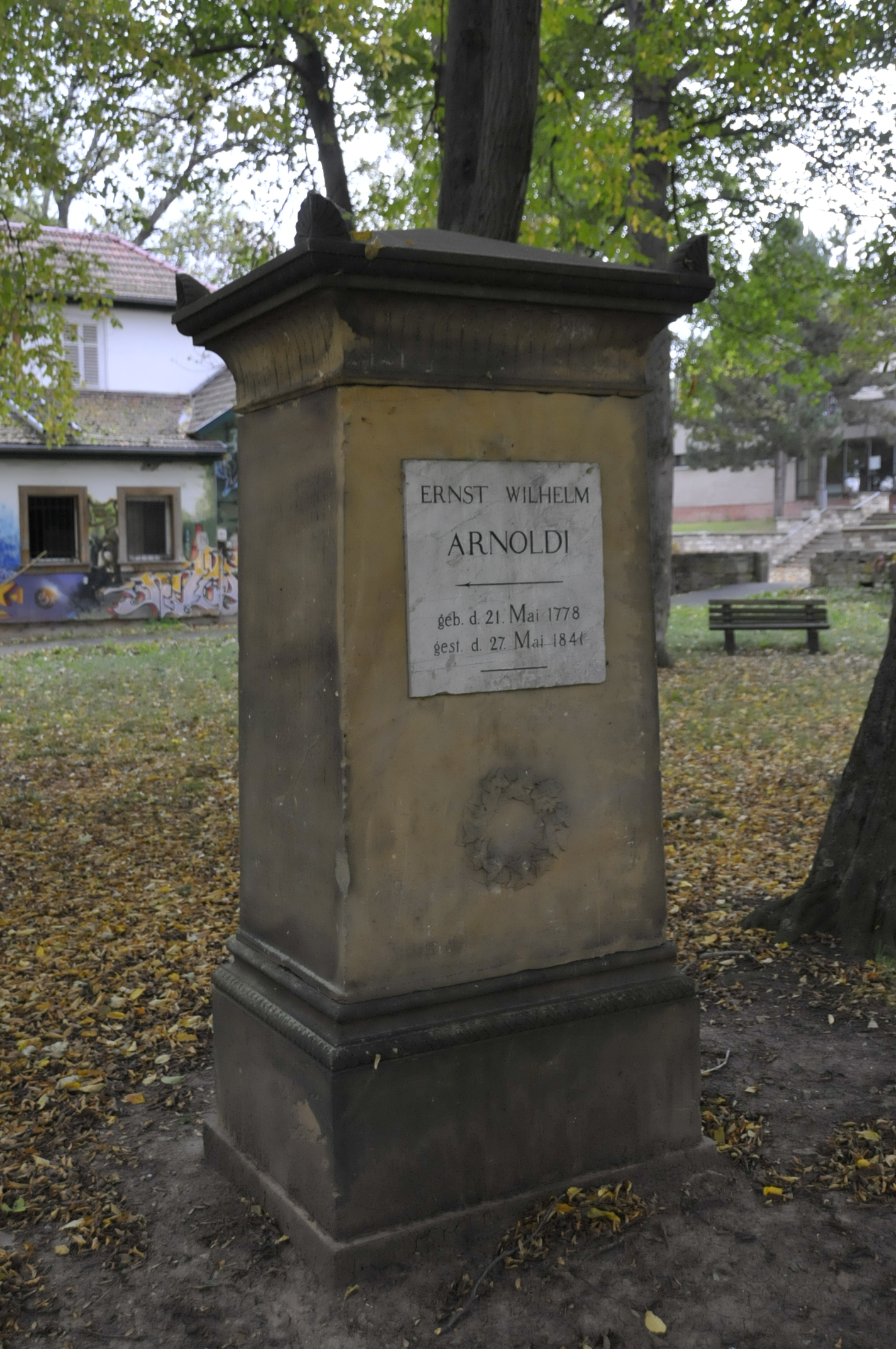
Arnoldi-Grabstein

- Das Geburtshaus von Arnoldi am unteren Hauptmarkt, in dem er 1820 die Gothaer Feuer gegründet hatte, ziert eine Gedenktafel mit dem Text: „In diesem Hause / wurde geboren / E.W. Arnoldi / am 21. Mai 1778.“
- 1830 hatte die Familie Arnoldi einen 25 Meter hohen Aussichtsturm, den Arnolditurm, auf dem Galberg errichten lassen. Dieser verfiel zur DDR-Zeit in einem Sperrgebiet der sowjetischen Armee und wurde 1972 beseitigt. Arnoldis Vater und auch Arnoldi selbst hatten einen Teil des ursprünglich kahlen Berges als Berggarten (bis heute ein beliebtes Ausflugsziel der Gothaer) aufforsten lassen.
- Im Jahre 1834 zahlten die Mitglieder der Feuerversicherungsbank Arnoldi ein Ehrengeschenk von 15.000 Talern.
- Dank einer Stiftung Arnoldis (aus dem Ehrengeschenk?) konnte 1836 das Herzogliche Realgymnasium begründet werden, das 1859 mit dem Gymnasium Illustre zum heutigen Gymnasium Ernestinum vereinigt wurde.
- 1843 wurde auf dem Platz neben dem Hoftheater das vom Bildhauer Friedrich Leopold Döll geschaffene klassizistische Arnoldidenkmal eingeweiht und der Platz Arnoldiplatz benannt. 1969 wurde das Denkmal abgetragen und die Einzelteile als Bauschutt am Siebleber Schloss Mönchhof gelagert.
- Ein Arnoldi-Stiftungs-Gedenkstein auf dem Galberg bezieht sich auf die Übereignung des Areals durch die Familie an die Stadt im Jahre 1872 als Parkgelände.
- 1877 wurde am Wohnhaus von Arnoldi am oberen Hauptmarkt eine Gedenktafel mit folgendem Text angebracht: „In diesem Hause / wohnte vom Jahre 1823 bis zu seinem Tode (27. Mai 1841) / Ernst Wilhelm Arnoldi / Hier begründete er im Jahre 1827 zum Segen vieler Tausende / die Lebensversicherungsbank f. Deutschland. / Am 9. Juli 1877. Spr. Sal. X.7.“. (Der angeführte Vers 7 aus dem 10. Kapitel der Sprüche Salomos lautet: Das Gedächtnis der Gerechten bleibt im Segen, aber der Gottlosen Name wird verwesen.)
- 1882 erhielt die Höhere Bürgerschule in Gotha den Namen Arnoldischule (seit 1991 Gymnasium Arnoldischule).
- 1911 wurde an der Eisenacher Straße das eigens für die nach Arnoldi benannte Schule gebaute Arnoldischulhaus eingeweiht.
- Im Eingangsbereich des Schulhauses erinnerte seit 1911 eine lebensgroße Gipsplastik des sitzenden Ernst Wilhelm Arnoldi des Gothaer Bildhauers Ernst Morgenroth an den Namensgeber der Schule. 1946 wurde die Plastik von der sowjetischen Besatzungsmacht zerstört.
- 1921 gab die Stadt Gotha einen vom Grafiker Fritz Koch-Gotha gestalteten Notgeldschein über 50 Pfennig heraus, der auf der Vorderseite ein Porträt Arnoldis im Lorbeerkranz sowie die beiden Hauptgebäude der Gothaer Lebensversicherungsbank und der Feuerversicherungsbank zeigt.
- 1927 wurde anlässlich des 100-jährigen Bestehens der Gothaer Lebensversicherungsbank von dieser eine bronzene Gedenkmedaille herausgegeben, deren Avers ein Porträt Arnoldis und deren Revers ein Porträt Karl Samwers ziert.
- Von 1973 bis 1990 wurde an der Arnoldischule alljährlich eine Arnoldifestwoche (offiziell „Arnoldi-Werkstattwoche“) mit kulturellen Veranstaltungen der Schüler abgehalten.
- Auf dem Arnoldiplatz wurde 1991 das sogenannte Neue Arnoldidenkmal aufgestellt, eine vom Hallenser Bildhauer Bernd Göbel geschaffene Plastik des auf einem Wegstein sitzenden Ernst Wilhelm Arnoldi. Aufgrund des sehr stark gekrümmten Rückens der Plastik wird diese im Gothaer Volksmund respektlos der Bucklige[9] genannt.
- Direkt gegenüber der Arnoldischule, auf der anderen Seite der Eisenacher Straße, steht auf dem einstigen Friedhof II unter Bäumen Arnoldis Grabstein, an dem alljährlich die Arnoldischüler den Namensgeber ihrer Einrichtung an seinem Geburtstag mit der Niederlegung von Blumen ehren. Im Zuge der Beräumung des Friedhofs in den Jahren 1968/69 war das arnoldische Grabdenkmal als kulturhistorisch bedeutsam geborgen und auf den Hauptfriedhof versetzt worden. Am 21. Mai 1993 wurde es anlässlich des 215. Geburtstages von Ernst Wilhelm Arnoldi als einziges Grabdenkmal auf dem einstigen Friedhofsgelände wieder aufgestellt, indes nicht am originalen Standort, sondern etwa zehn Meter davon entfernt.
- 1996 wurde vor dem Eingang zur Aula der Arnoldischule der vom Bildhauer Rüdiger Wilfroth geschaffene Porträtkopf Ernst Wilhelm Arnoldis enthüllt, der ein Geschenk der Schüler des Abiturjahrgangs 1996 an ihre Schule ist.
- 2003 wurde auf dem Ekhofplatz neben der Hauptpost das 1969 abgetragene Arnoldidenkmal (nunmehr Altes Arnoldidenkmal genannt) wiedererrichtet. Bereits 1995 hatte der Gothaer Verein für Stadtgeschichte und Altstadterhaltung die am Schloss Mönchhof liegenden verbliebenen Einzelteile des Denkmals sichern und in den folgenden Jahren ergänzen und restaurieren lassen.
- 2003 wurde am einstigen Standort des Arnolditurms ein Gedenkstein mit Inschrift eingeweiht: „Standort Arnolditurm 1830–1972. Bürgerturmverein e. V.“.
- 2009 wurde im ehemaligen Gebäude der Gothaer Lebensversicherungsbank in der Bahnhofstraße das Deutsche Versicherungsmuseum „Ernst Wilhelm Arnoldi“ eröffnet.
- 2014 stiftete der Landrat des Kreises Gotha die Arnoldi-Medaille, mit der in unregelmäßigen Abständen herausragendes ehrenamtliches Engagement gewürdigt werden soll.
- 2020 kam eine Bronzebüste Arnoldis von Göttingen nach Gotha, die von Max Hoene (1884–1965) stammte und in Göttingen 1958 aufgestellt wurde. Sie erhielt ihren neuen Standort vor dem Gebäude in Gotha, in dem das Deutsche Versicherungsmuseum Ernst Wilhelm Arnoldi seinen Sitz hat.[10]

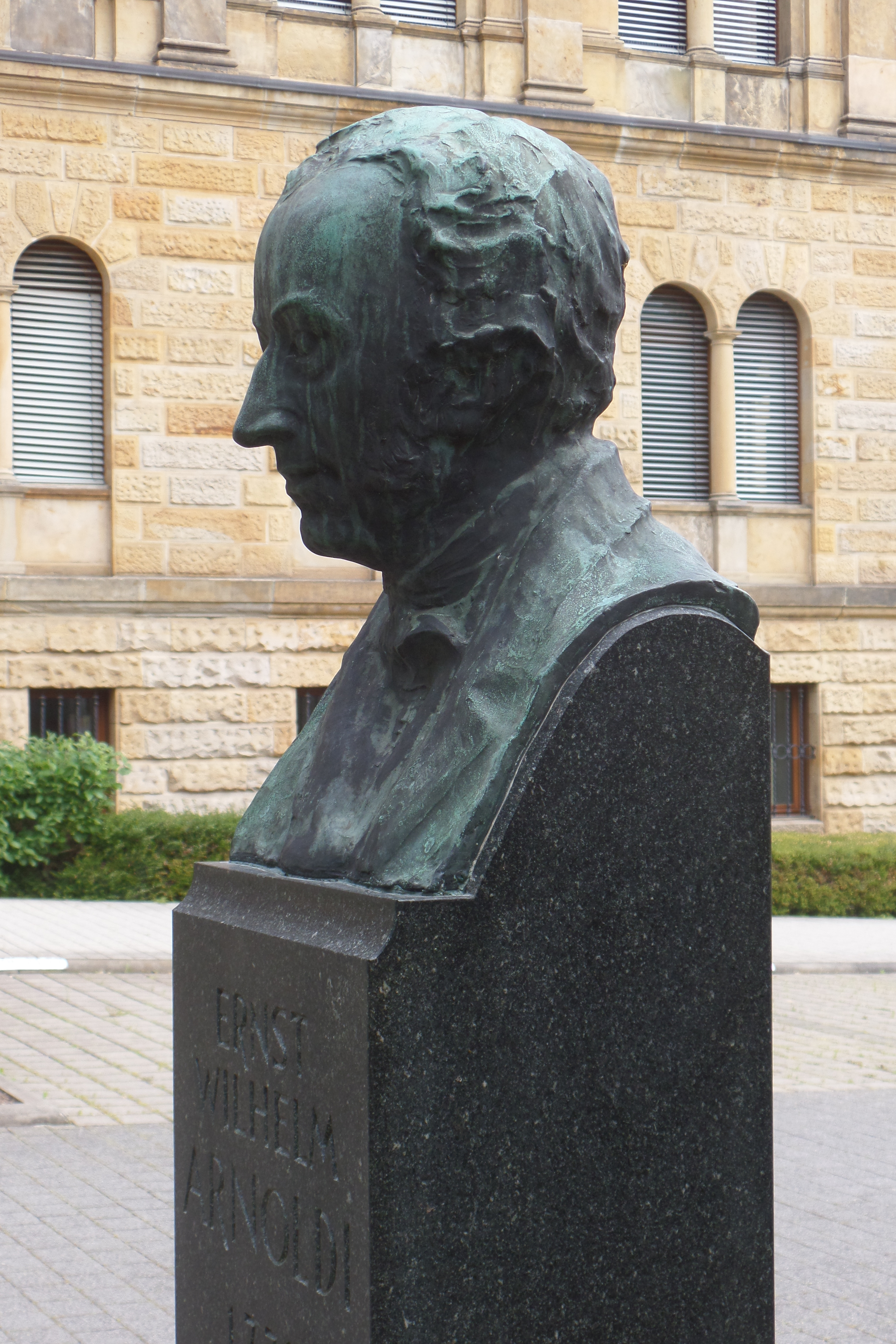
Das von Max Hoene geschaffene Denkmal Arnoldis steht jetzt vor dem Gebäude Bahnhofstraße 3a in Gotha/Thüringen.

## Erinnerungen und Ehrungen in anderen Städten
- Am Sitz der Gothaer Versicherungsbank in Göttingen stand lange eine vom Bildhauer Max Hoene 1958 geschaffene Büste Arnoldis, seit Mai 2020 steht sie vor dem Deutschen Versicherungsmuseum Gotha.[11]
- Am Gothaer Platz in Göttingen steht ein Arnoldi-Gedenkstein mit dem Text: „E.W. Arnoldi gründete 1827 die Gothaer Lebensversicherung auf Gegenseitigkeit / Du lebst für dich, wenn du für andere lebst“.
- Die Berufsbildenden Schulen I in Göttingen tragen den Namen Arnoldi-Schule.
- Seit 1977 wird der von der Gothaer Lebensversicherung AG gestiftete und mit insgesamt 2.048 Euro dotierte Arnoldi-Preis an Schüler der Göttinger Arnoldi-Schule verliehen, die sich durch besondere Leistungen und besonderes Engagement ausgezeichnet haben.[12]
- In Köln-Zollstock steht auf dem Arnoldiplatz eine Bronzebüste Arnoldis. Im Gebäude Arnoldiplatz 1 haben die Gothaer Versicherungsbank, die Gothaer Lebensversicherung und die Gothaer Krankenversicherung ihren Sitz.

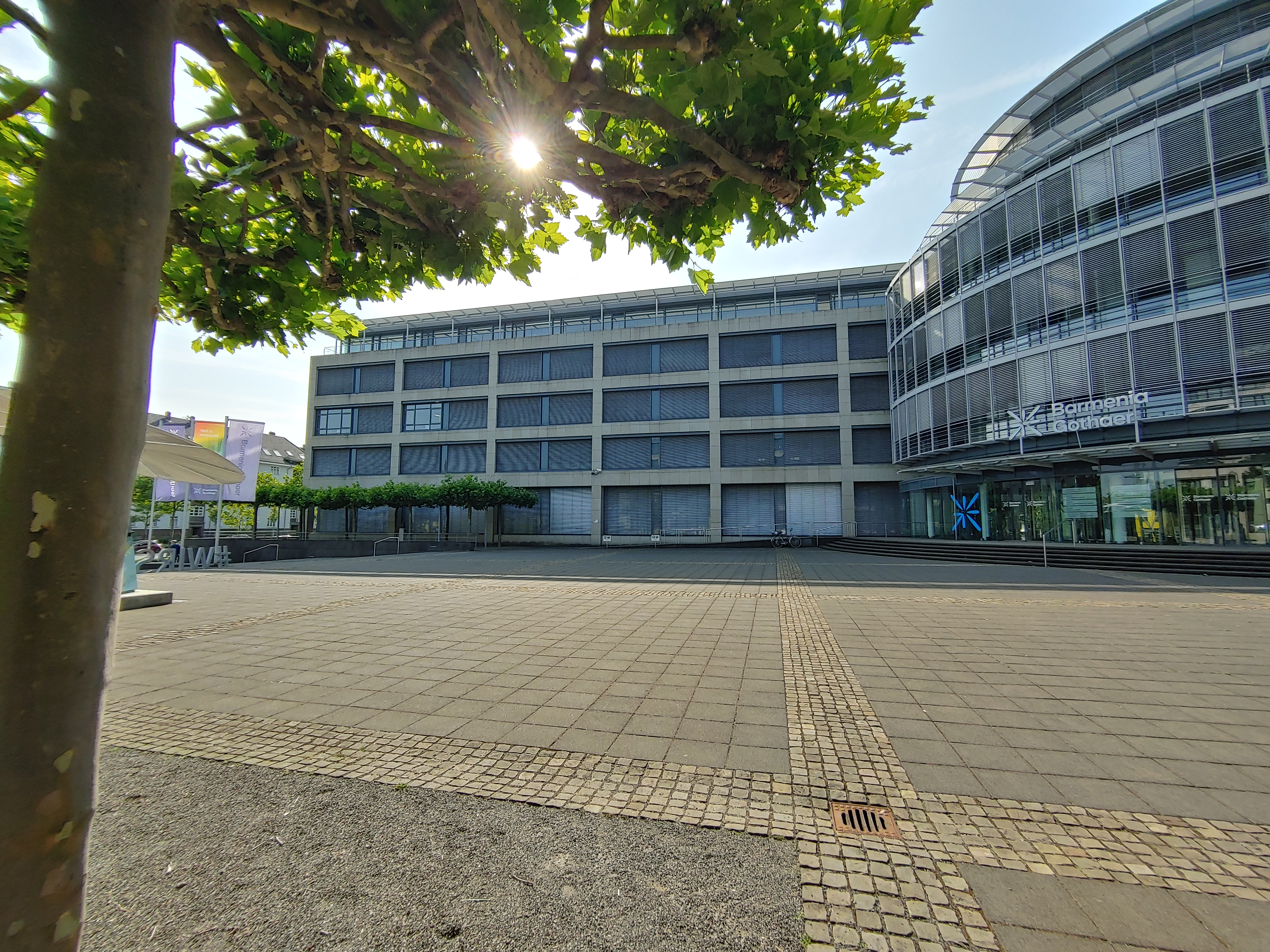
Er ist im Schatten nicht zu sehen...

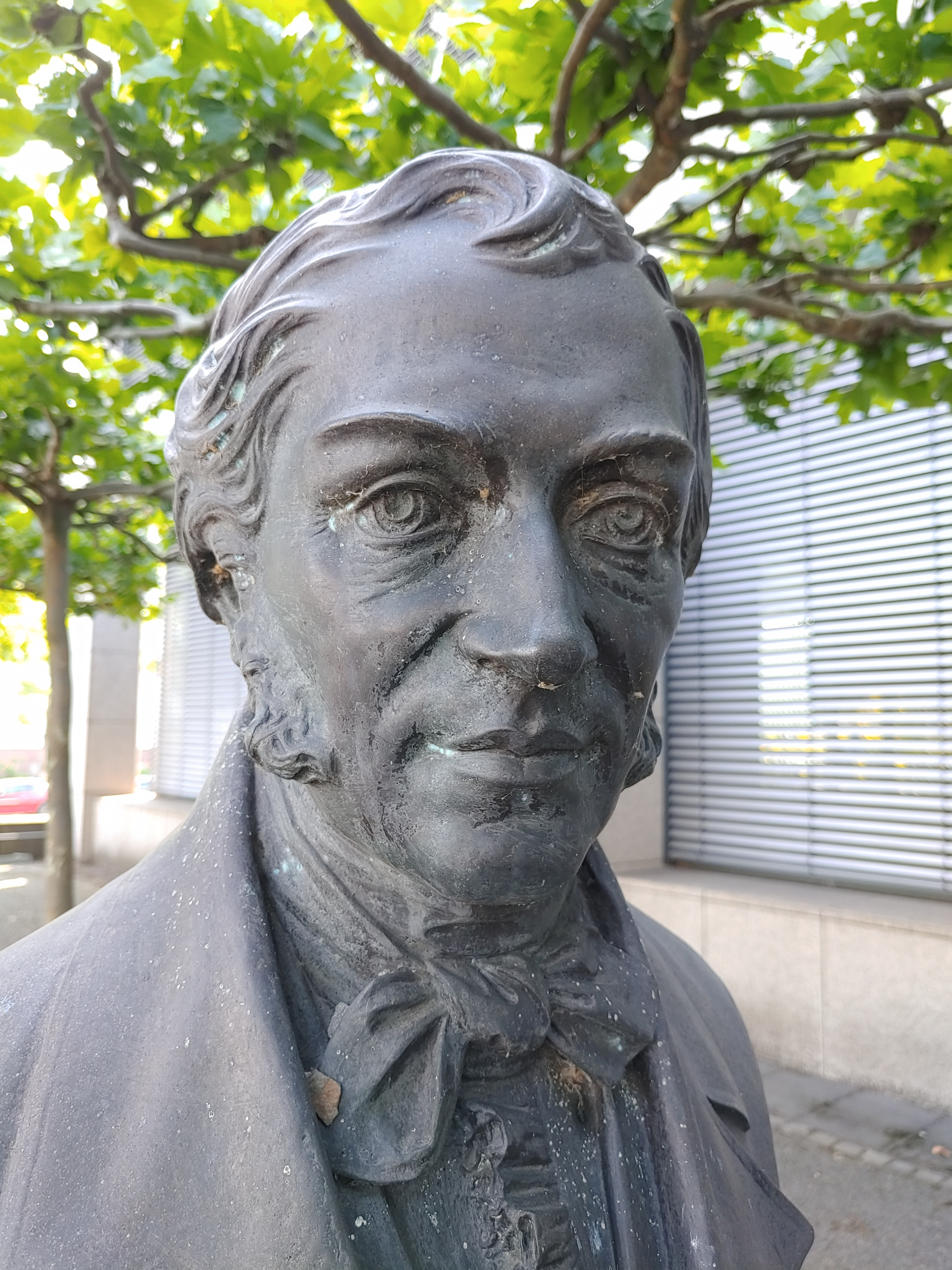
...aber er ist da..

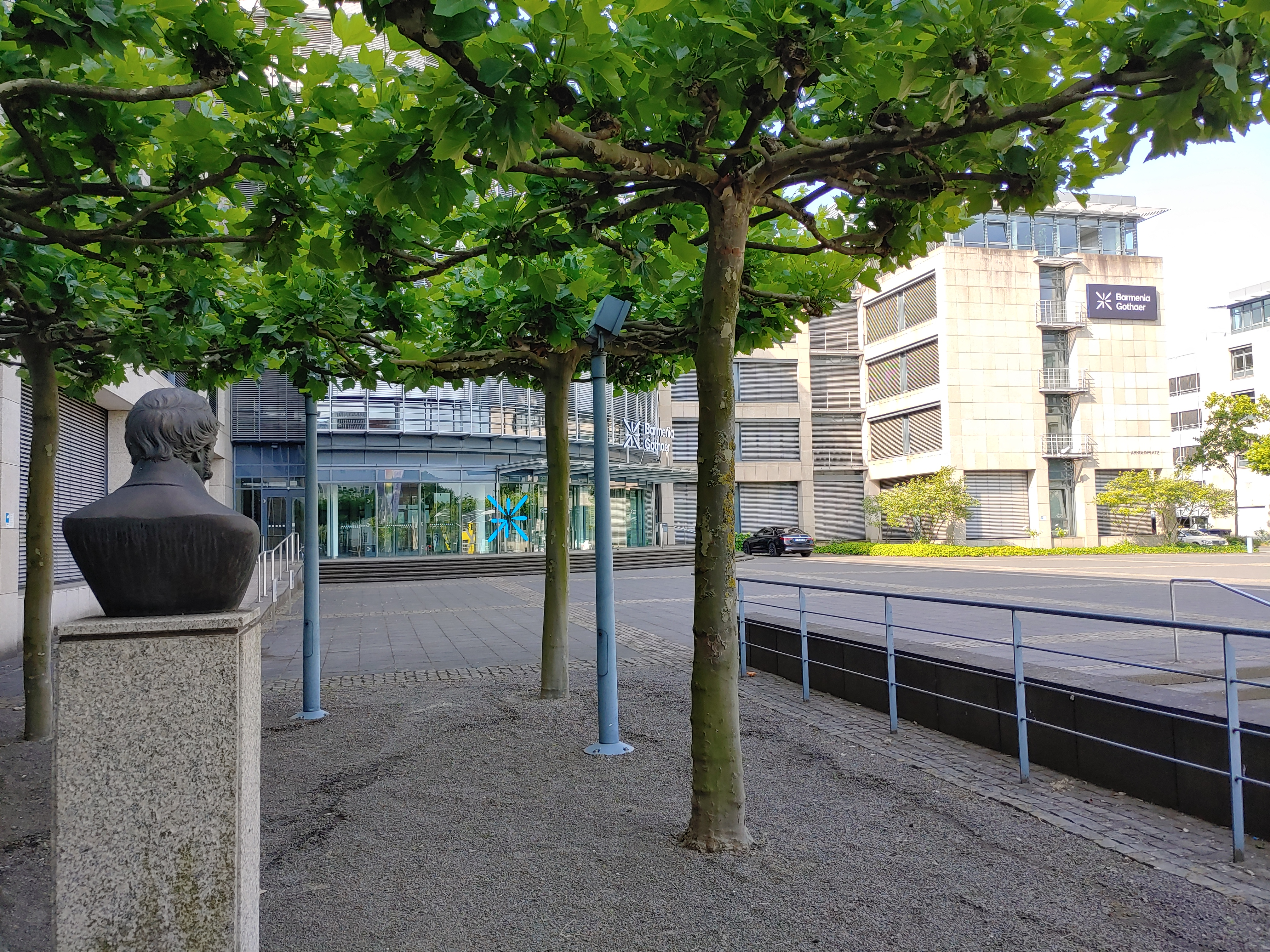
...und bewacht den Eingang.

## Sonstiges

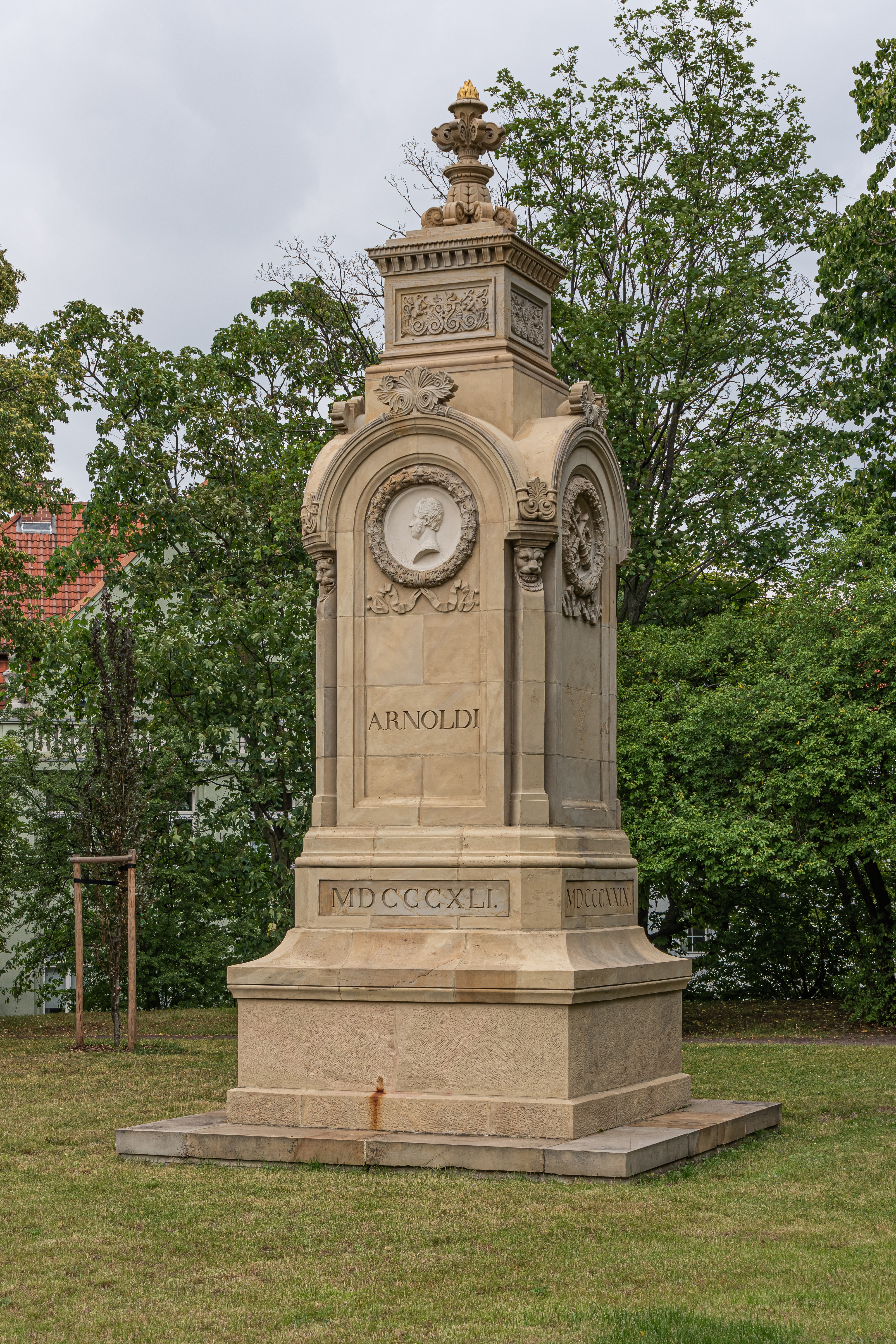
Arnoldidenkmal in Gotha

In dem 2011 erschienenen Roman Dinner for One auf Goth’sch wird behauptet, dass Ernst Wilhelm Arnoldi das Vorbild für die Figur des Mr. Pommeroy im berühmten Sketch Dinner for One gewesen sei. Von 1811 bis zu seinem Tode habe er als enger Freund der Herzogin Karoline Amalie von Sachsen-Gotha-Altenburg im Gothaer Winterpalais alljährlich den Geburtstag der Fürstin gefeiert (zusammen mit seinen Zeitgenossen, dem Gymnasialprofessor Johann Georg August Galletti, dem Verleger Justus Perthes und Oberst Maximilian Franz Karl Ritter von Gadolla). Nach dem Tod ihrer Freunde habe die Herzogin ihren Diener angewiesen, den Part der Verstorbenen trinkend und sprücheklopfend zu übernehmen. Die Anekdote von diesem seltsamen Geburtstagsritual sei, so der Roman, 1845 nach dem Gotha-Besuch Prinz Alberts von Sachsen-Coburg und Gotha, des Lieblingsenkels der Herzogin, nach Großbritannien gekommen, wo sie der Theaterautor Lauri Wylie in den 1930er-Jahren zufällig wiederentdeckte und erstmals als Dinner for One für die Bühne adaptierte, wobei aus Ernst Wilhelm Arnoldi Mr. Pommeroy wurde. In dem von 2009 bis 2017 jeweils am Silvestervorabend in Gotha aufgeführten Theaterstück Dar neunzschsde Gebordsdaach oder Dinner for One auf Goth’sch imitierte der Darsteller des Dieners auch den verstorbenen Arnoldi, der hier stets mit Kommerzienrat angeredet und als überaus steif dargestellt wird.